# 王文欽
王文欽（15世紀—16世紀），字宗堯，號筆峯，廣東南雄府保昌縣人，明朝政治人物。

## 生平
王文欽是弘治二年（1489年）廣東鄉試舉人，六次參加會試都落第，授松陽知縣，為官真率自信、胸無城府，其時劉瑾專權，賄賂盛行，他因為恬淡正直，忤逆上級被罷官，更遭劉瑾誣陷罰米三百石無法上繳，得南雄知府王啓代為捐輸才能解決。
他家居三十多年，以詩文自娛，始終廉靜無求，晚年眼睛看不清書本，每天端坐在門前，士子來到就叫他們朗讀經史，九十歲才去世，貧窮的無法殮葬，保昌知縣徐雲路得知他的賢行，捐款興建墓穴讓他的遺體能下葬。

## 引用
1. 1 2  道光《直隸南雄州志·卷二十五·列傳一》：王文欽，字宗堯，號筆峯，孤貧力學，宏治己酉舉亞魁，六上春官不第，初授浙江松陽知縣，真率自信、不立城府；時劉瑾弄權，賄賂盛行，文欽以恬淡質直忤上官罷歸，瑾復坐以事罰米三百石輸邊，貧不能辦，郡守黃巖王啟代輸之。家居三十餘年以詩文自娛，廉靜無求始終一節，晚年目昏終日端坐，門士至則令其朗讀經史，傾耳聽之，尤惓惓接引後進，年九十以壽終，貧不能葬，保昌令武康徐雲路聞其賢，捐貲窆焉。 見《譚次川文稿》續訂